# امی بونهوفر
امی بونهوفر (آلمانی: Emmi Bonhoeffer؛ ‏ ۱۳ مهٔ ۱۹۰۵ – ۱۲ مارس ۱۹۹۱) اهل آلمان بود. همسر کلاوس بونهوفر، فعال ضد هیتلر و خواهر زن، دیتریش بونهوفر بود. او در ۱۳ مه ۱۹۰۵ در برلین به دنیا آمد. او در ۱۲ مارس ۱۹۹۱ در دوسلدورف درگذشت. او در ۳ سپتامبر ۱۹۳۰ با بونهوفر ازدواج کرد.
همسرش کلاوس مشاور ارشد شرکت هواپیمایی لوفت‌هانزا و عضو غیرنظامی برجسته مقاومت نظامی در برابر رژیم هیتلر بود. امی در حالی که مشغول تربیت فرزندان خود بود، از تصمیم شوهرش برای مخالفت با نازیسم حمایت کرد و در موارد بی‌شماری از نظر اخلاقی و عملی به او کمک کرد. شوهرش در اکتبر ۱۹۴۴ در ارتباط با توطئه کشتن هیتلر دستگیر شد. او در فوریه ۱۹۴۵ به اعدام محکوم شد و با پایان جنگ در ۲۳ آوریل ۱۹۴۵ توسط اس اس کشته شد.